# كوز (ثمرة)
الكوز هو ثمرة الذرة. ويعد نباتياً نوعاً من السنابل. الكوز هو الزهرة المؤنثة لنبات الذرة، ويختلف حجمه وعدد صفوف الحبوب فيه تبعاً لنوع الذرة. يختلف لون الكوز أيضاُ تبعاً للنوع، فمعظم أنواع الذرة تكون حبوبها ذات لون أصفر، ولكن بعض الأنواع تأخذ اللون الأبيض أو الأزرق. ويسمَّى الجزء شبه الخشبي منه العِرناس.